# Bellator MMA: Quinta Temporada

## Torneios

### Peso pesado
|  | Quartas de Final | Quartas de Final | Quartas de Final |                 |                | Semifinal             | Semifinal | Semifinal |  |  | Final | Final | Final |  |
|  |                  |                  |                  |                 |                |                       |           |           |  |  |       |       |       |  |
|  | Estados Unidos   | Eric Prindle     | DU               |                 |                |                       |           |           |  |  |       |       |       |  |
|  | Estados Unidos   | Eric Prindle     | DU               |                 |                |                       |           |           |  |  |       |       |       |  |
|  | Estados Unidos   | Abe Wagner       | 3                |                 |                |                       |           |           |  |  |       |       |       |  |
|  | Estados Unidos   | Abe Wagner       | 3                |                 | Estados Unidos | Eric Prindle          | KO        |           |  |  |       |       |       |  |
|  |                  |                  |                  |                 | Estados Unidos | Eric Prindle          | KO        |           |  |  |       |       |       |  |
|  |                  |                  | Estados Unidos   | Ron Sparks      | 1              |                       |           |           |  |  |       |       |       |  |
|  | Estados Unidos   | Ron Sparks       | Estados Unidos   | Ron Sparks      | 1              | KO                    |           |           |  |  |       |       |       |  |
|  | Estados Unidos   | Ron Sparks       |                  |                 |                |                       |           |           |  |  |       |       |       |  |
|  | Estados Unidos   | Mark Holata      | 1                |                 |                |                       |           |           |  |  |       |       |       |  |
|  | Estados Unidos   | Mark Holata      | 1                |                 | Estados Unidos | Eric Prindle 3[›]4[›] | D/Q       |           |  |  |       |       |       |  |
|  |                  |                  |                  |                 |                |                       |           |           |  |  |       |       |       |  |
|  |                  |                  | Brasil           | Thiago Santos   | N/A            |                       |           |           |  |  |       |       |       |  |
|  | Estados Unidos   | Mike Hayes       | Brasil           | Thiago Santos   | N/A            | DD                    |           |           |  |  |       |       |       |  |
|  | Estados Unidos   | Mike Hayes       |                  |                 |                |                       |           |           |  |  |       |       |       |  |
|  | África do Sul    | Neil Grove       | 3                |                 |                |                       |           |           |  |  |       |       |       |  |
|  | África do Sul    | Neil Grove       | 3                |                 | Brasil         | Thiago Santos1[›]     | FIN       |           |  |  |       |       |       |  |
|  |                  |                  |                  |                 | Brasil         | Thiago Santos1[›]     | FIN       |           |  |  |       |       |       |  |
|  |                  |                  | África do Sul    | Neil Grove 2[›] | 1              |                       |           |           |  |  |       |       |       |  |
|  | Bulgária         | Blagoy Ivanov    | África do Sul    | Neil Grove 2[›] | 1              | FIN                   |           |           |  |  |       |       |       |  |
|  | Bulgária         | Blagoy Ivanov    |                  |                 |                |                       |           |           |  |  |       |       |       |  |
|  | Estados Unidos   | Zak Jensen       | 2                |                 |                |                       |           |           |  |  |       |       |       |  |

^ 1: Thiago Santos substituiu Mike Hayes após o mesmo quebrar se osso orbital. Ele derrotou no Bellator 53 para ser o lutador reserva.

^ 1: Neil Grove foi trazido de volta para o torneio, substituindo Blagoi Ivanov, que sofreu uma lesão desconhecida.

^ 1: A final foi oficialmente dada como Sem Resultado após Santos chutar Prindle na região genital, e Prindle foi incapaz de continuar.

^ 1: Prindle foi premiado com o título do torneio após Santos não bater o peso para a revanche.

### Peso médio
|  | Quartas de Final | Quartas de Final    | Quartas de Final |              |        | Semifinal           | Semifinal | Semifinal |  |  | Final | Final | Final |  |
|  |                  |                     |                  |              |        |                     |           |           |  |  |       |       |       |  |
|  | Rússia           | Alexander Shlemenko | FIN              |              |        |                     |           |           |  |  |       |       |       |  |
|  | Rússia           | Alexander Shlemenko | FIN              |              |        |                     |           |           |  |  |       |       |       |  |
|  | Croácia          | Zelg Galesic        | 1                |              |        |                     |           |           |  |  |       |       |       |  |
|  | Croácia          | Zelg Galesic        | 1                |              | Rússia | Alexander Shlemenko | TKO       |           |  |  |       |       |       |  |
|  |                  |                     |                  |              | Rússia | Alexander Shlemenko | TKO       |           |  |  |       |       |       |  |
|  |                  |                     | Estados Unidos   | Brian Rogers | 2      |                     |           |           |  |  |       |       |       |  |
|  | Estados Unidos   | Brian Rogers        | Estados Unidos   | Brian Rogers | 2      | TKO                 |           |           |  |  |       |       |       |  |
|  | Estados Unidos   | Brian Rogers        |                  |              |        |                     |           |           |  |  |       |       |       |  |
|  | Estados Unidos   | Victor O'Donnell    | 1                |              |        |                     |           |           |  |  |       |       |       |  |
|  | Estados Unidos   | Victor O'Donnell    | 1                |              | Rússia | Alexander Shlemenko | DU        |           |  |  |       |       |       |  |
|  |                  |                     |                  |              |        |                     |           |           |  |  |       |       |       |  |
|  |                  |                     | Brasil           | Vitor Vianna | 3      |                     |           |           |  |  |       |       |       |  |
|  | Brasil           | Vitor Vianna        | Brasil           | Vitor Vianna | 3      | DD                  |           |           |  |  |       |       |       |  |
|  | Brasil           | Vitor Vianna        |                  |              |        |                     |           |           |  |  |       |       |       |  |
|  | Estados Unidos   | Sam Alvey           | 3                |              |        |                     |           |           |  |  |       |       |       |  |
|  | Estados Unidos   | Sam Alvey           | 3                |              | Brasil | Vitor Vianna        | TKO       |           |  |  |       |       |       |  |
|  |                  |                     |                  |              | Brasil | Vitor Vianna        | TKO       |           |  |  |       |       |       |  |
|  |                  |                     | Estados Unidos   | Bryan Baker  | 1      |                     |           |           |  |  |       |       |       |  |
|  | Estados Unidos   | Bryan Baker         | Estados Unidos   | Bryan Baker  | 1      | TKO                 |           |           |  |  |       |       |       |  |
|  | Estados Unidos   | Bryan Baker         |                  |              |        |                     |           |           |  |  |       |       |       |  |
|  | Estados Unidos   | Jared Hess          | 3                |              |        |                     |           |           |  |  |       |       |       |  |

### Peso meio-médio
|  | Quartas de Final | Quartas de Final | Quartas de Final |              |                | Semifinal    | Semifinal | Semifinal |  |  | Final | Final | Final |  |
|  |                  |                  |                  |              |                |              |           |           |  |  |       |       |       |  |
|  | Brasil           | Douglas Lima     | DU               |              |                |              |           |           |  |  |       |       |       |  |
|  | Brasil           | Douglas Lima     | DU               |              |                |              |           |           |  |  |       |       |       |  |
|  | Estados Unidos   | Steve Carl       | 3                |              |                |              |           |           |  |  |       |       |       |  |
|  | Estados Unidos   | Steve Carl       | 3                |              | Brasil         | Douglas Lima | KO        |           |  |  |       |       |       |  |
|  |                  |                  |                  |              | Brasil         | Douglas Lima | KO        |           |  |  |       |       |       |  |
|  |                  |                  | Estados Unidos   | Chris Lozano | 2              |              |           |           |  |  |       |       |       |  |
|  | Estados Unidos   | Chris Lozano     | Estados Unidos   | Chris Lozano | 2              | DU           |           |           |  |  |       |       |       |  |
|  | Estados Unidos   | Chris Lozano     |                  |              |                |              |           |           |  |  |       |       |       |  |
|  | Estados Unidos   | Brent Weedman    | 3                |              |                |              |           |           |  |  |       |       |       |  |
|  | Estados Unidos   | Brent Weedman    | 3                |              | Brasil         | Douglas Lima | KO        |           |  |  |       |       |       |  |
|  |                  |                  |                  |              |                |              |           |           |  |  |       |       |       |  |
|  |                  |                  | Estados Unidos   | Ben Saunders | 2              |              |           |           |  |  |       |       |       |  |
|  | Estados Unidos   | Ben Saunders     | Estados Unidos   | Ben Saunders | 2              | TKO          |           |           |  |  |       |       |       |  |
|  | Estados Unidos   | Ben Saunders     |                  |              |                |              |           |           |  |  |       |       |       |  |
|  | Estados Unidos   | Chris Cisneros   | 3                |              |                |              |           |           |  |  |       |       |       |  |
|  | Estados Unidos   | Chris Cisneros   | 3                |              | Estados Unidos | Ben Saunders | FIN       |           |  |  |       |       |       |  |
|  |                  |                  |                  |              | Estados Unidos | Ben Saunders | FIN       |           |  |  |       |       |       |  |
|  |                  |                  | Brasil           | Luis Santos  | 3              |              |           |           |  |  |       |       |       |  |
|  | Brasil           | Luis Santos      | Brasil           | Luis Santos  | 3              | DU           |           |           |  |  |       |       |       |  |
|  | Brasil           | Luis Santos      |                  |              |                |              |           |           |  |  |       |       |       |  |
|  | Estados Unidos   | Dan Hornbuckle   | 3                |              |                |              |           |           |  |  |       |       |       |  |

### Peso galo
|  | Quartas de Final | Quartas de Final | Quartas de Final |               |        | Semifinal      | Semifinal | Semifinal |  |  | Final | Final | Final |  |
|  |                  |                  |                  |               |        |                |           |           |  |  |       |       |       |  |
|  | Brasil           | Eduardo Dantas   | TKO              |               |        |                |           |           |  |  |       |       |       |  |
|  | Brasil           | Eduardo Dantas   | TKO              |               |        |                |           |           |  |  |       |       |       |  |
|  | Brasil           | Wilson Reis      | 2                |               |        |                |           |           |  |  |       |       |       |  |
|  | Brasil           | Wilson Reis      | 2                |               | Brasil | Eduardo Dantas | DD        |           |  |  |       |       |       |  |
|  |                  |                  |                  |               | Brasil | Eduardo Dantas | DD        |           |  |  |       |       |       |  |
|  |                  |                  | Estados Unidos   | Ed West       | 3      |                |           |           |  |  |       |       |       |  |
|  | Estados Unidos   | Ed West          | Estados Unidos   | Ed West       | 3      | DU             |           |           |  |  |       |       |       |  |
|  | Estados Unidos   | Ed West          |                  |               |        |                |           |           |  |  |       |       |       |  |
|  | Brasil           | Luis Nogueira    | 3                |               |        |                |           |           |  |  |       |       |       |  |
|  | Brasil           | Luis Nogueira    | 3                |               | Brasil | Eduardo Dantas | DU        |           |  |  |       |       |       |  |
|  |                  |                  |                  |               |        |                |           |           |  |  |       |       |       |  |
|  |                  |                  | Cuba             | Alexis Vila   | 3      |                |           |           |  |  |       |       |       |  |
|  | Cuba             | Alexis Vila      | Cuba             | Alexis Vila   | 3      | KO             |           |           |  |  |       |       |       |  |
|  | Cuba             | Alexis Vila      |                  |               |        |                |           |           |  |  |       |       |       |  |
|  | Estados Unidos   | Joe Warren       | 1                |               |        |                |           |           |  |  |       |       |       |  |
|  | Estados Unidos   | Joe Warren       | 1                |               | Cuba   | Alexis Vila    | DD        |           |  |  |       |       |       |  |
|  |                  |                  |                  |               | Cuba   | Alexis Vila    | DD        |           |  |  |       |       |       |  |
|  |                  |                  | Brasil           | Marcos Galvão | 3      |                |           |           |  |  |       |       |       |  |
|  | Brasil           | Marcos Galvão    | Brasil           | Marcos Galvão | 3      | DD             |           |           |  |  |       |       |       |  |
|  | Brasil           | Marcos Galvão    |                  |               |        |                |           |           |  |  |       |       |       |  |
|  | Estados Unidos   | Chase Beebe      | 3                |               |        |                |           |           |  |  |       |       |       |  |